# Ernesto Molinari
Ernesto Molinari (* 1956 in Lugano) ist ein Schweizer Klarinettist und Komponist.

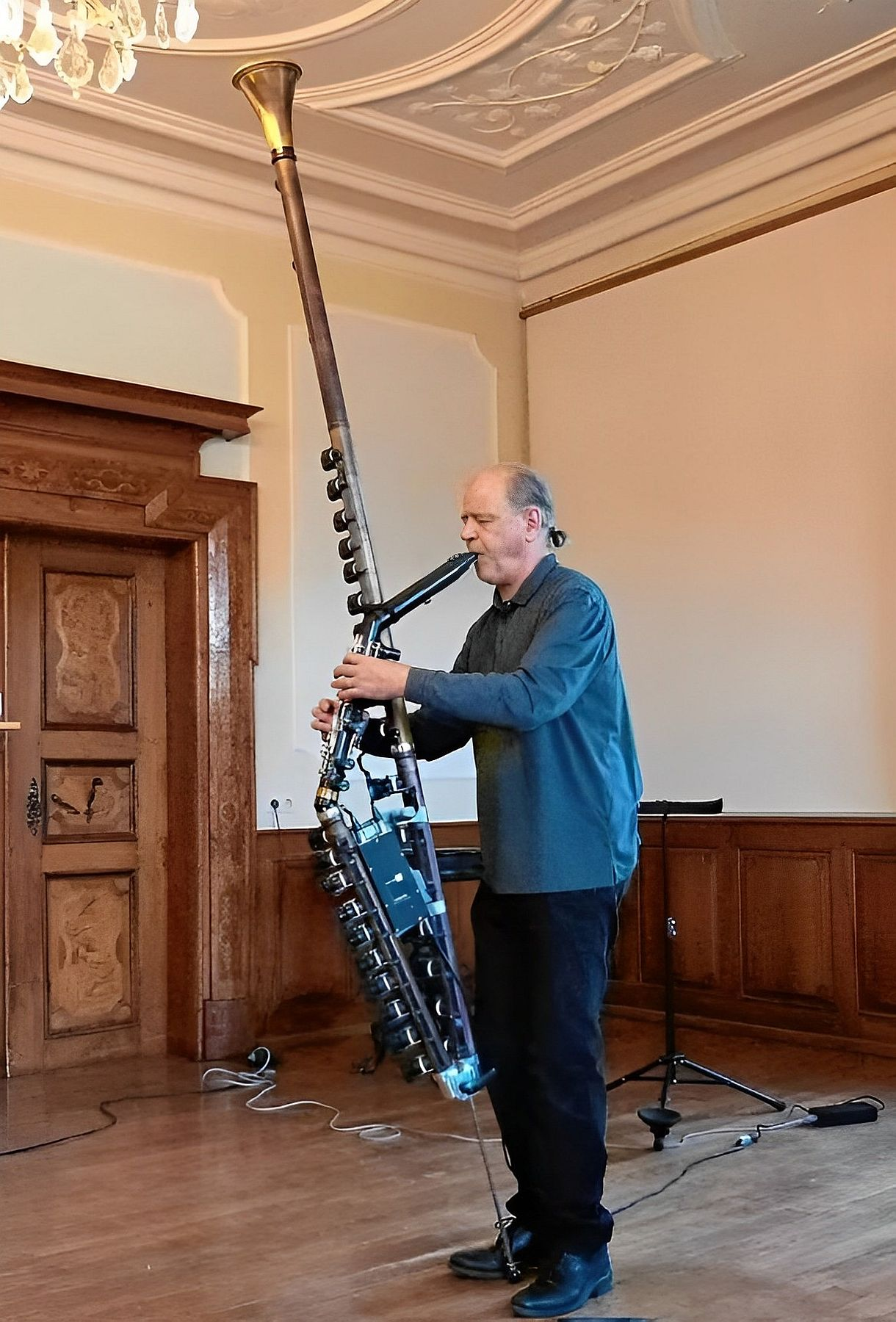
Ernesto Molinari mit einer Kontrabassklarinette aus dem Projekt Clarinet Extended, 2022

## Wirken
Molinari studierte Klarinette in Basel und Bassklarinette am Conservatorium van Amsterdam bei Harry Sparnaay.
Als Solist und Kammermusiker trat Molinari weltweit auf Festivals wie dem Festival d'automne à Paris, den Salzburger Festspielen, Lucerne Festival, Huddersfield Festival, Brucknerfest Linz oder Wittener Tage für Neue Kammermusik auf. 
Monlinari war von 1994 bis 2005 Klarinettist des Klangforum Wien. Er entwickelte sich zum Spezialisten für die klassische, romantische und die zeitgenössische Kammermusik. Zahlreiche Kompositionen wurden speziell für ihn geschrieben und durch ihn uraufgeführt, etwa von Michael Jarrell, Olga Neuwirth, Isabel Mundry, Johannes Maria Staud oder Michael Pelzel.
Daneben beschäftigt Molinari sich auch mit Jazz und Improvisationsmusik. So legte er mit den Elektronikern  Uli Fussenegger und Bernhard Lang das Album Ntrix (2002) vor und war an Diphtongs von Christian Mühlbacher und Werner Dafeldecker beteiligt. Mit Martin Siewert und Jorge Sánchez-Chiong spielt er im Trio.
Molinari gilt auf allen Instrumenten der Klarinettenfamilie als herausragender und vielseitiger Solist. Er war auch an dem Projekt Contrabass Clarinet Extended beteiligt, in dem eine sensorisch-dynamische Innovation für tiefe Blasinstrumente erforscht wurde, mit dem auch Mikrointervalle in der tiefen Lage sauber gespielt werden können; Molinari erprobte auch einen der gefertigten Prototypen und trat damit öffentlich auf.
Seit mehr als 20 Jahren lehrt Molinari an der Hochschule der Künste Bern als Professor für Klarinette und Bassklarinette, Kammermusik, zeitgenössische Musik und Improvisation. Seit 2000 unterrichtet Molinari auch bei den Internationalen Ferienkursen für Neue Musik Darmstadt. Weiterhin unterrichtete er bei der Impuls Ensemble- und Komponistenakademie für zeitgenössische Musik in Graz. 
Mit Philippe Racine verfasste er die Komposition Lusuolo for flute & bass clarinet (1985). 2017 erhielt er einen der Musikpreise des Kantons Bern.